# Terreny de Concòrdia
 (juin 2015).
Si vous disposez d'ouvrages ou d'articles de référence ou si vous connaissez des sites web de qualité traitant du thème abordé ici, merci de compléter l'article en donnant les références utiles à sa vérifiabilité et en les liant à la section « Notes et références ».

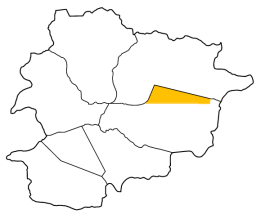
Situation du Terreny de Concòrdia en Andorre

Le Terreny de Concòrdia est un territoire d'Andorre historiquement disputé entre la paroisse de Canillo et celle d'Encamp.

## Géographie
Il se situe entre la vall d'alta Valira dans la paroisse de Canillo et la vall dels Cortals et Grau Roig dans la paroisse d'Encamp. Sa superficie est de 15 km2, et son point culminant est la tossa d'Encampadana à 2.476 mètres d'altitude.

## Origine et résolution du conflit
L'importance de disposer de bonnes zones de pâturages a été la source de disputes entre les deux paroisses depuis au moins 1542 comme en témoigne un arrêté du Conseil de la Terre. Un accord délimita le territoire en 1672, le déclara indivisible et sous la règle d'une exploitation commune par les deux paroisses (règle de l'empriu (ca)).
Le conflit se raviva récemment en raison du développement des stations de ski : Soldeu - El Tarter pour Canillo et Pas de la Case - Grau Roig pour Encamp. Après plusieurs batailles juridiques, en novembre 2000, la propriété du Terreny de Concòrdia fut accordée à Encamp, tout en préservant le statut traditionnellement indivisible de celui-ci.
Les différends ne sont cependant pas terminés du fait de la fusion des deux stations de ski pour former la station de Grandvalira.